# Harpactea medeae
Harpactea medeae är en spindelart som beskrevs av Brignoli 1978. Harpactea medeae ingår i släktet Harpactea och familjen ringögonspindlar.
Artens utbredningsområde är Turkiet. Inga underarter finns listade i Catalogue of Life.